# Maestro de la Adoración von Groote

Adoración de los Magos

El Maestro de la Adoración von Groote es el nombre dado a un artista o varios artistas o varios talleres activos en Amberes en algún momento entre 1500 y 1520. Mientras que hay variaciones significativas en el estilo de las obras atribuidas al maestro, las repeticiones de ciertos temas jugaron un papel importante en la composición de sus obras. El maestro es considerado un representante del grupo de manieristas de Amberes que crearon obras en un estilo extravagante a principios del siglo XVI.

## Denominación

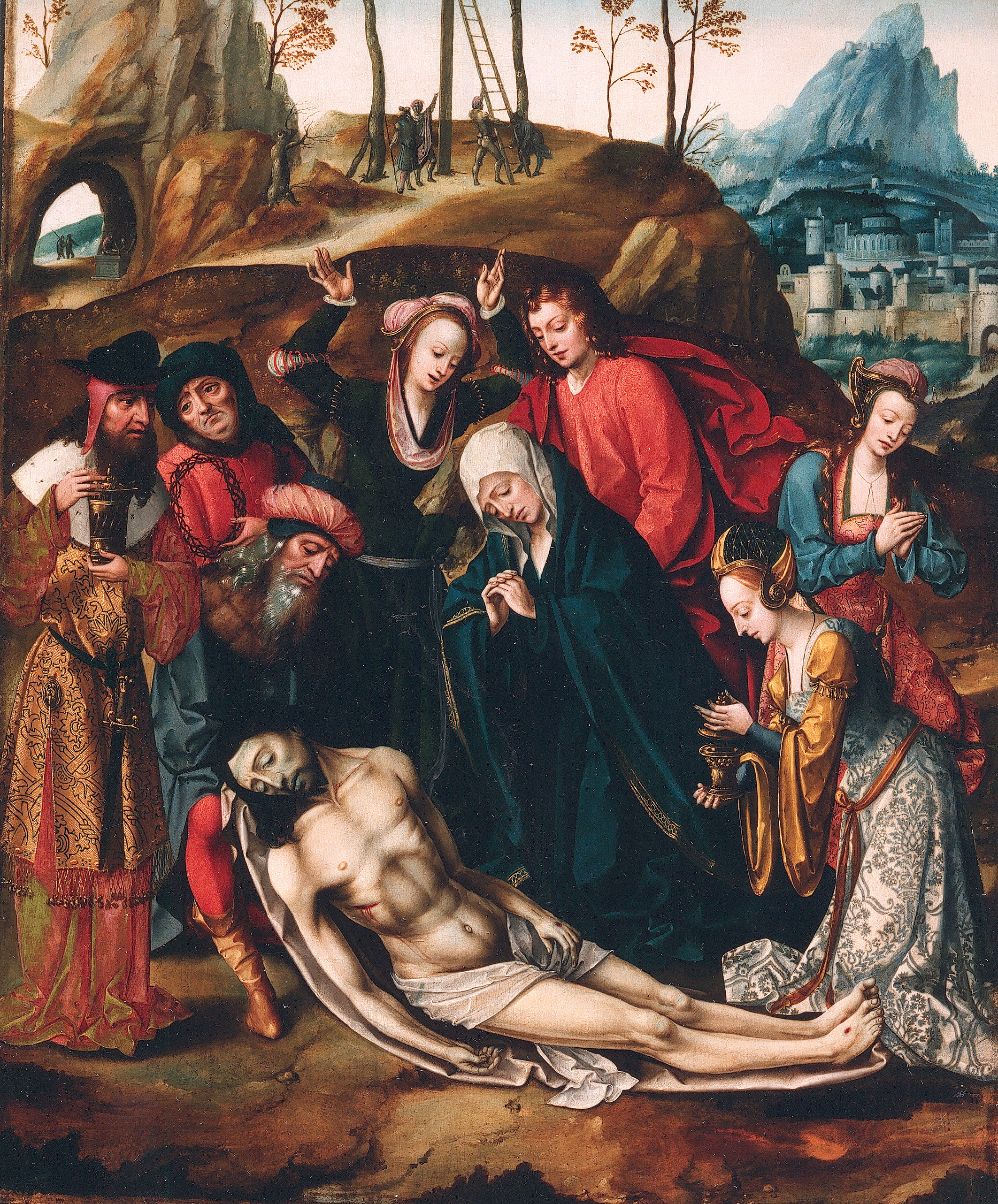
Lamentación de Cristo

El maestro pertenecía al grupo de manieristas de Amberes al que puso nombre el historiador de arte Max Jakob Friedländer cuando, en 1915, intentó clasificar y atribuir pinturas que consideraba erróneamente atribuidas a Herri met de Bles, a un maestro o a un taller. El Maestro de la Adoración von Groote fue el nombre dado al grupo C al que se asignaron 19 obras.
La pintura principal fue una representación de la Adoración de los Magos, que estuvo en la colección de Freiherr von Groote y ahora está  en el Museo Städel.
Las diferencias de estilo dentro del grupo original son significativas, pero el número de repeticiones del mismo tema, en particular el de la Adoración de los Magos, fue importante al formar el grupo.

## Características de estilo

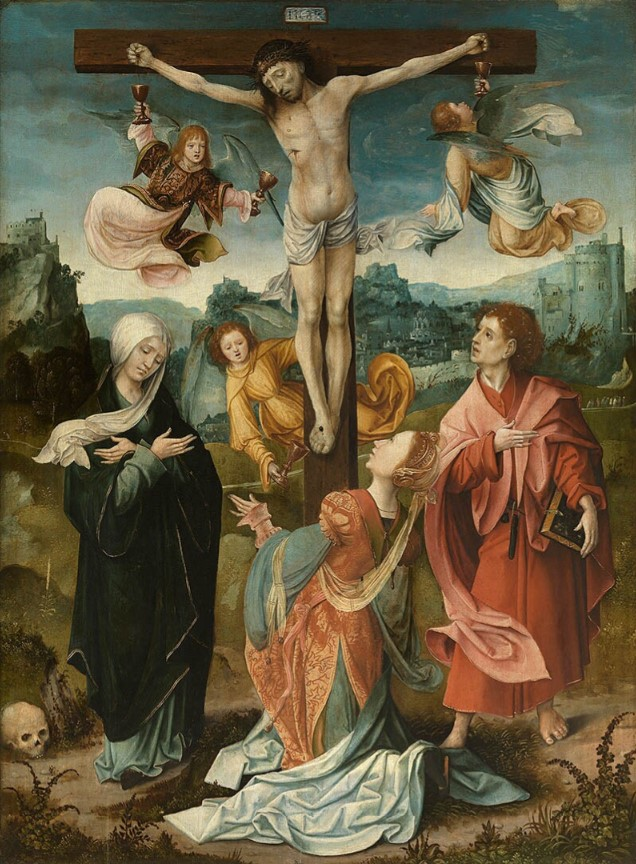
La crucifixión

El Maestro de la Adoración von Groote es considerado un representante del manierismo de Amberes. El término manierismo de Amberes fue acuñado por Friedländer a principios del siglo XX para referirse a una fase transitoria en el arte holandés desde el gótico tardío hasta obras inspiradas en el Renacimiento italiano. Los términos "Manier" y "Manierist" fueron utilizados por Friedländer para referirse a los motivos originales, incluso inusuales, en el grupo de artistas categorizado bajo este estilo. Los términos tenían una connotación peyorativa ya que estas obras se consideraban inferiores a las producidas por Pieter Coecke van Aelst, Quentin Matsys y otros contemporáneos. El estilo de estas obras fue a menudo extravagante. Esto se reflejó en cómo los pliegues de la ropa extravagante y exótica que usaban las figuras desafiaban la gravedad. Estas figuras generalmente se representaban en poses agitadas en medio de ruinas arquitectónicas. Las primeras obras incluían arquitectura gótica, pero en las obras posteriores se hicieron frecuentes las estructuras renacentistas. Las pinturas parecen combinar el estilo de la pintura flamenca de los siglos XV y XVI y el estilo renacentista del norte, e incorporan tradiciones flamencas e italianas en las mismas composiciones. La mayoría de los artistas del manierismo de Amberes han permanecido en el anonimato y solo algunos de los artistas han sido identificados.  Incluyen a Jan de Beer, Adriaen van Overbeke y el Maestro de 1518 (posiblemente Jan Mertens o Jan van Dornicke).  
Friedländer declaró que la lista de 19 obras que incluyó en el grupo atribuido al Maestro de la Adoración von Groote no estaba completa, pero mostraba suficientemente las características del maestro a las cuales las atribuciones adicionales no agregarían nada. Friedländer no detectó la personalidad de un artista en el grupo de obras. Prefiere ver las obras como el producto de un taller basado en las mismas composiciones y tipos. Friedländer tenía una visión negativa del valor artístico de la producción del maestro al encontrar su trabajo tedioso y poco imaginativo. A diferencia de los dos primeros grupos de manieristas de Amberes que Friedländer identificó, es decir, el grupo Pseudo-Bles y el presunto grupo Jan de Beer, que recibieron elogios por su originalidad, el Maestro de la Adoración von Groote no contarba con su aprecio. Consideraba al Maestro como un seguidor no inspirado de Pseudo-Bles y su trabajo carente de vivacidad y expresión.
Los trabajos del Maestro de la Adoración von Groote y el grupo D de Friedländer, conocido como el Maestro de la Adoración de Amberes, están tan cerca que asumió que había habido un taller compartido. Sin embargo, el primer maestro es considerado menos imaginativo y sus figuras parecen más congeladas.